# Duistere Kant
De Duistere Kant (Engels: Dark Side), is een term uit het Star Wars universum. Het is de naam die de Jedi hebben gegeven aan de vorm van De Kracht die de Sith gebruiken. Er is een eeuwenoud evenwicht, waarin de Jedi aan de Lichte Kant staan, en de Sith aan de Duistere Kant van de Kracht.
De Duistere Kant is volgens Yoda erg verleidelijk, want als je eenmaal een Sith wordt, kom je volgens de annalen van de Jedi vrijwel nooit meer op het rechte pad, alhoewel er een uitzondering is: Anakin Skywalker bewijst in deel 6 dat hij van de kwaadaardige Darth Vader weer terugkomt in zijn personage Anakin, en de keizer vermoordt. Ook Kylo Ren (Ben Solo) verkiest in de Rise of Skywalker te kiezen voor de goede kant en verlaat de duistere kant.

## Kenmerken
Typische kenmerken van de Duistere Kant is de angst, de agressie, de boosheid, de haat en het lijden. Het is niet sterker dan het Licht, maar verleidelijker, makkelijker. Duistere Kant gebruikers worden vaak erg machtig. Maar het is een val. De macht die wordt verkregen is nooit genoeg, en dat maakt de Sith ongelukkiger dan de Jedi. Donkere Kant gebruikers gebruiken vaak kristallen die de kleur rood laten zien in de kling van het lichtzwaard. Krachtbliksems worden ook gebruikt door personen die voor het Duister kiezen. Via de vingertoppen worden deze gevorkte bliksems op de opponent afgevuurd. Yoda laat in het gevecht tegen Graaf Dooku zien dat hij wel krachtig genoeg is om Krachtbliksems met zijn blote handen tegen te houden en terug te werpen. Ook een lichtzwaard kan tegenstand bieden aan Krachtbliksems. Zowel Mace Windu (tegen Darth Sidious) als Obi-Wan Kenobi (tegen Darth Tyranus) bewijzen dit in de strijd.

## Oorlogen
Nadat er een grote oorlog tussen de Sith is ontstaan, werd er bepaald dat er twee Sith waren: een meester en een leerling. In het geval van de films is de meester Darth Sidious (Palpatine), en zijn leerlingen Darth Maul, Darth Tyranus (Graaf Dooku) en Darth Vader (Anakin Skywalker).
Na de val van het Galactisch Keizerrijk worden de Sith uitgeroeid wanneer Darth Vader zijn eigen meester Darth Sidious vermoordt om zo zijn zoon te redden, en daarna zelf het leven laat als hij weer Anakin Skywalker wordt.